# Ready Jet Go!
A Ready Jet Go! 2016-ban indult amerikai–kanadai televíziós 3D-s számítógépes animációs kalandsorozat, amelynek alkotója és főrendezője Craig Bartlett. A társrendezői Rusty Tracy és Zac Palladino, a zeneszerzője Jim Lang. A tévéfilmsorozat a Wind Dancer Films és a Snee-Oosh, Inc. gyártásában készült. Műfaját tekintve kalandfilm és musical-filmsorozat és vígjáték. Amerikában 2016. február 15-én a PBS Kids, míg Magyarországon 2018. november 6-án a Kiwi TV mutatta be.

## Szereplők

### Főszereplők
| Szereplő       | Eredeti hang      | Magyar hang     |
| -------------- | ----------------- | --------------- |
| Jet Propulsion | Ashleigh Ball     | Pál Dániel Máté |
| Sydney         | Dalila Bela       | Pekár Adrienn   |
| Sean           |                   | Baráth István   |
| Mindy          | Jaeda Lily Miller | Hermann Lilla   |
| Apa (Répa)     | Kyle Rideout      | Magyar Bálint   |
| Anya (Zeller)  | Meg Roe           | Orosz Anna      |
| Kubak          | Brian Drummond    | Seder Gábor     |

## Magyar változat
- Főcímdal: Pál Dániel Máté
- Főcím: Korbuly Péter
- Magyar szöveg: Gelle Orsolya
- Gyártásvezető: Szerepi Hella
- Hangmérnök és vágó: Gajda Mátyás
- Szinkronrendező: Molnár Ilona
- Produkciós vezető: Kicska László
- A szinkron a TV2 Csoport megbízásából a Subway stúdióban készült.

## Epizódok
| Évad | Évad | Epizódok | Eredeti sugárzás  | Eredeti sugárzás | Magyar sugárzás   | Magyar sugárzás    |
| Évad | Évad | Epizódok | Évadpremier       | Évadfinálé       | Évadpremier       | Évadfinálé         |
| ---- | ---- | -------- | ----------------- | ---------------- | ----------------- | ------------------ |
|      | 1    | 40       | 2016. február 15. | 2018. február 6. | 2018. november 6. | 2018. december 31. |
|      | 2    | 30       | 2018. február 2.  | TBA              | TBA               | TBA                |